# Новомихайловка (Гомельская область)
Новая Михайловка (бел. Новая Міхайлаўка; прежнее название — Притулье) — упразднённый посёлок в Великонемковском сельсовете Ветковского района Гомельской области Белоруссии.

## География

### Расположение
В 43 км на северо-восток от Ветки, 65 км от Гомеля.

## Транспортная сеть
Транспортные связи по просёлочной, затем автомобильной дороге Казацкие Болсуны — Светиловичи. Застроен деревянными домами.

## История
Основан в начале 1920-х годов переселенцами из соседних деревень на бывших помещичьих землях. В 1926 году, в Светиловичском районе Гомельского округа. В 1931 году жители вступили в колхоз. 15 жителей погибли на фронтах Великой Отечественной войны. В 1959 году в составе совхоза «Немки» (центр — деревня Великие Немки).

## Население

### Численность
- 2004 год — 4 хозяйства, 8 жителей.

### Динамика
- 1926 год — 37 дворов, 195 жителей.
- 1959 год — 173 жителя (согласно переписи).
- 2004 год — 4 хозяйства, 8 жителей.